# Філін Федот Петрович
Федо́т Петро́вич Фі́лін  (Філін, 7 березня 1908, с. Селіно Одоєвського повіту Тульської губернії, тепер Дубенського району Тульської області — 5 травня 1982, Москва) — російський мовознавець-славіст у СРСР. Послідовник марризму, а по його забороні — чільна постать серед ортодоксальних «марксистів», противник структуралізму, генеративізму і взагалі західного мовознавства нового часу.
Від 1971 редактор офіційного журналу «Вопросы языкознания», директор Інституту російської мови АН СРСР, активний пропагандист політики русифікації народів СРСР.

## Праці
Серед праць, які  так чи інакше стосуються української мови,  можна назвати такі: «Лексика русского литературного языка древнекиевской эпохи» (1949), «Образование языка восточных славян» (1962), «Происхождение русского, украинского и белорусского языков» (1972) та збірки за редакцією Філіна «Вопросы исторической лексикологии и лексикографии восточнославянских языков» (1974) і «Актуальные проблемы исторической лексикологии восточнославянских языков» (Дніпропетровськ, 1975). У своїх історичних працях боронить теорію давньої східнослов'янської єдності, але підкреслює локальні відмінності як діалектні.
|                                                                                    | Зловісна роль Федота Філіна в історії радянського мовознавства ще чекає на свого літописця. В ньому було щось диявольське. Він і помер, як належить злому чаклунові, в день похорон Р. І. Аванесова, з яким він потай, але вперто боровся… |
| — Володимир Андрійович Успенський, математик, фахівець із математичної лінгвістики | |